# Süddeutsche Fußballmeisterschaft 1921/22
Die süddeutsche Fußballmeisterschaft 1921/22 des Süddeutschen Fußball-Verbandes gewann der FC Wacker München durch einen 2:1-Sieg nach Verlängerung gegen Borussia Neunkirchen. Dies war der erste und einzige Gewinn der süddeutschen Fußballmeisterschaft für die Münchener, die sich dadurch für die deutsche Fußballmeisterschaft 1921/22 qualifizierten. Dort trat mit dem 1. FC Nürnberg, als Titelverteidiger qualifiziert, obwohl auf regionaler Ebene frühzeitig ausgeschieden, ein zweiter süddeutscher Vertreter an. Die Münchener schieden im Halbfinale gegen den Hamburger SV mit 0:4 aus. Nürnberg erreichte das Endspiel gegen den Hamburger SV.

## Modus und Übersicht
Mit der Erweiterung auf zwei Staffeln je Kreis gab es in Süddeutschland 160 Erstligisten, eine Rekordzahl, die nie mehr erreicht wurde. Diese Änderung wurde zur darauf folgenden Spielzeit revidiert, so dass am Ende der Saison die Hälfte der Kreisligisten absteigen musste. Die Bezirksmeister wurden jeweils durch ein Finale zwischen den beiden Kreismeistern eines Bezirkes mit Hin- und Rückspiel (sowie gegebenenfalls einem Entscheidungsspiel) ermittelt. Die fünf Meister qualifizierten sich für die süddeutsche Endrunde, die im K.-o.-System ausgetragen wurde.
| Bezirk            | Kreis       | Kreismeister                       |
| ----------------- | ----------- | ---------------------------------- |
| Main              | Nordmain    | FC Germania Frankfurt              |
| Main              | Südmain     | VfL Neu-Isenburg                   |
| Rhein             | Odenwald    | VfR Mannheim                       |
| Rhein             | Pfalz       | Phönix Ludwigshafen                |
| Rheinhessen/Saar  | Hessen      | SV Wiesbaden                       |
| Rheinhessen/Saar  | Saar        | Borussia Neunkirchen               |
| Württemberg/Baden | Württemberg | Stuttgarter Turn- und Sportfreunde |
| Württemberg/Baden | Südwest     | Karlsruher FV                      |
| Bayern            | Nordbayern  | SpVgg Fürth                        |
| Bayern            | Südbayern   | FC Wacker München                  |

## Bezirk Main

### Kreisliga Nordmain
Abteilung I
| Pl. | Verein                  | Sp. | S  | U | N  | Tore    | Quote | Punkte |
| --- | ----------------------- | --- | -- | - | -- | ------- | ----- | ------ |
| 1.  | Eintracht Frankfurt (M) | 14  | 13 | 0 | 1  | 043:120 | 3,58  | 26:20  |
| 2.  | FSV Frankfurt           | 14  | 9  | 2 | 3  | 037:160 | 2,31  | 20:80  |
| 3.  | 1. Hanauer FC 93        | 14  | 7  | 3 | 4  | 028:130 | 2,15  | 17:11  |
| 4.  | VfR 1901 Frankfurt      | 14  | 6  | 3 | 5  | 034:250 | 1,36  | 15:13  |
| 5.  | VfB 06 Großauheim (N)   | 14  | 4  | 4 | 6  | 014:330 | 0,42  | 12:16  |
| 6.  | Borussia Frankfurt (N)  | 14  | 2  | 4 | 8  | 026:360 | 0,72  | 08:20  |
| 7.  | FG Seckbach 02          | 14  | 2  | 3 | 9  | 015:270 | 0,56  | 07:21  |
| 8.  | VfB Friedberg (N)       | 14  | 3  | 1 | 10 | 010:450 | 0,22  | 07:21  |

| (M) | Titelverteidiger Nordmain |
| (N) | Aufsteiger                |

Abteilung II
| Pl. | Verein                          | Sp. | S  | U | N  | Tore    | Quote | Punkte |
| --- | ------------------------------- | --- | -- | - | -- | ------- | ----- | ------ |
| 1.  | FC Germania Frankfurt           | 14  | 12 | 1 | 1  | 042:150 | 2,80  | 25:30  |
| 2.  | Helvetia Bockenheim             | 14  | 10 | 1 | 3  | 025:150 | 1,67  | 21:70  |
| 3.  | Frankfurter FV Sportfreunde 04  | 14  | 8  | 2 | 4  | 038:220 | 1,73  | 18:10  |
| 4.  | FC Viktoria Hanau               | 14  | 6  | 3 | 5  | 030:260 | 1,15  | 15:13  |
| 5.  | 1. FC Rödelheim (N)             | 14  | 5  | 2 | 7  | 022:270 | 0,81  | 12:16  |
| 6.  | 1. FC Germania Rückingen        | 14  | 5  | 2 | 7  | 022:320 | 0,69  | 12:16  |
| 7.  | FVgg Viktoria-Germania 03 (N)   | 14  | 3  | 2 | 9  | 028:300 | 0,93  | 08:20  |
| 8.  | FC Germania Niederrodenbach (N) | 14  | 0  | 1 | 13 | 008:480 | 0,17  | 01:27  |

| (N) | Aufsteiger |

Kreisfinale Nordmain
|                                             | Gesamt |                                             | Hinspiel | Rückspiel |
| ------------------------------------------- | ------ | ------------------------------------------- | -------- | --------- |
| FC Germania Frankfurt (Sieger Abteilung II) | 6:3    | SG Eintracht Frankfurt (Sieger Abteilung I) | 2:2      | 4:1       |

### Kreisliga Südmain
Abteilung I
| Pl. | Verein                      | Sp. | S  | U | N  | Tore    | Quote | Punkte |
| --- | --------------------------- | --- | -- | - | -- | ------- | ----- | ------ |
| 1.  | Union Niederrad             | 14  | 11 | 2 | 1  | 037:900 | 4,11  | 24:40  |
| 2.  | Kickers Offenbach (M)       | 14  | 7  | 4 | 3  | 024:130 | 1,85  | 18:10  |
| 3.  | Viktoria Aschaffenburg      | 14  | 7  | 2 | 5  | 024:180 | 1,33  | 16:12  |
| 4.  | FV 1906 Sprendlingen        | 14  | 7  | 1 | 6  | 025:240 | 1,04  | 15:13  |
| 5.  | Germania Bieber             | 14  | 4  | 6 | 4  | 018:230 | 0,78  | 14:14  |
| 6.  | FC Union Wixhausen          | 14  | 4  | 2 | 8  | 016:230 | 0,70  | 10:18  |
| 7.  | BC 99 Offenbach a (N)       | 14  | 4  | 1 | 9  | 015:280 | 0,54  | 09:19  |
| 8.  | FC 1903 Sachsenhausen b (N) | 14  | 3  | 0 | 11 | 014:350 | 0,40  | 06:22  |

| (M) | Titelverteidiger Südmain |
| (N) | Aufsteiger               |

Abteilung II
| Pl. | Verein                        | Sp. | S  | U | N | Tore    | Quote | Punkte |
| --- | ----------------------------- | --- | -- | - | - | ------- | ----- | ------ |
| 1.  | VfL Neu-Isenburg              | 12  | 10 | 1 | 1 | 040:110 | 3,64  | 21:30  |
| 2.  | SC 07 Bürgel                  | 12  | 9  | 2 | 1 | 031:900 | 3,44  | 20:40  |
| 3.  | FV 1902 Offenbach c           | 12  | 5  | 2 | 5 | 022:170 | 1,29  | 12:12  |
| 4.  | Kickers Viktoria Mühlheim (N) | 12  | 6  | 0 | 6 | 022:210 | 1,05  | 12:12  |
| 5.  | TV Aschaffenburg-Damm (N)     | 12  | 2  | 3 | 7 | 017:310 | 0,55  | 07:17  |
| 6.  | FC 03 Egelsbach (N)           | 12  | 2  | 2 | 8 | 015:350 | 0,43  | 06:18  |
| 7.  | TSV Heusenstamm               | 12  | 2  | 2 | 8 | 011:340 | 0,32  | 06:18  |
| 8.  | VfR 1900 Offenbach d          | 0   | 0  | 0 | 0 | 000:000 | 1,00  | 0:0    |

| (N) | Aufsteiger |

Kreisfinale Südmain
|                                        | Gesamt |                                      | Hinspiel | Rückspiel |
| -------------------------------------- | ------ | ------------------------------------ | -------- | --------- |
| VfL Neu-Isenburg (Sieger Abteilung II) | 7:1    | Union Niederrad (Sieger Abteilung I) | 3:0      | 4:1       |

### Bezirksfinale Main
Das Hinspiel des Bezirksfinales fand am 12. März 1922, das Rückspiel am 26. März 1922 statt. Da beide Vereine jeweils ein Spiel gewannen und eine Addition der Ergebnisse nicht vorgesehen war, kam es am 2. April 1922 zu einem Entscheidungsspiel.
|                                               | Gesamt |                                         | Hinspiel | Rückspiel | 3. Spiel |
| --------------------------------------------- | ------ | --------------------------------------- | -------- | --------- | -------- |
| FC Germania Frankfurt (Kreismeister Nordmain) | 5:5    | VfL Neu-Isenburg (Kreismeister Südmain) | 1:0      | 0:3       | 4:2      |

## Bezirk Rhein

### Kreisliga Odenwald
Abteilung I
| Pl. | Verein                  | Sp. | S | U | N  | Tore    | Quote | Punkte |
| --- | ----------------------- | --- | - | - | -- | ------- | ----- | ------ |
| 1.  | MFC 08 Lindenhof (N)    | 14  | 9 | 3 | 2  | 033:110 | 3,00  | 21:70  |
| 2.  | SV Waldhof Mannheim (M) | 14  | 8 | 4 | 2  | 033:170 | 1,94  | 20:80  |
| 3.  | SV Darmstadt 98         | 14  | 7 | 4 | 3  | 029:160 | 1,81  | 18:10  |
| 4.  | VfL Neckarau            | 14  | 6 | 5 | 3  | 036:200 | 1,80  | 17:11  |
| 5.  | SpVgg Sandhofen         | 14  | 8 | 1 | 5  | 027:210 | 1,29  | 17:11  |
| 6.  | Germania Pfungstadt (N) | 14  | 4 | 0 | 10 | 021:480 | 0,44  | 08:20  |
| 7.  | SC Käfertal             | 14  | 3 | 0 | 11 | 011:380 | 0,29  | 06:22  |
| 8.  | VfR Bürstadt (N)        | 14  | 2 | 1 | 11 | 017:360 | 0,47  | 05:23  |

| (M) | Titelverteidiger Odenwald |
| (N) | Aufsteiger                |

Abteilung II
| Pl. | Verein                         | Sp. | S  | U | N  | Tore    | Quote | Punkte |
| --- | ------------------------------ | --- | -- | - | -- | ------- | ----- | ------ |
| 1.  | VfR Mannheim                   | 14  | 11 | 3 | 0  | 061:110 | 5,55  | 25:30  |
| 2.  | VfTuR Feudenheim               | 14  | 10 | 1 | 3  | 054:150 | 3,60  | 21:70  |
| 3.  | SpVgg 07 Mannheim              | 14  | 6  | 4 | 4  | 025:320 | 0,78  | 16:12  |
| 4.  | Phönix Mannheim                | 14  | 6  | 3 | 5  | 022:200 | 1,10  | 15:13  |
| 5.  | Hertha Mannheim (N)            | 14  | 5  | 2 | 7  | 027:360 | 0,75  | 12:16  |
| 6.  | VfB Heidelberg (N)             | 13  | 4  | 3 | 6  | 027:360 | 0,75  | 11:15  |
| 7.  | FVgg 1898 Schwetzingen         | 13  | 3  | 3 | 7  | 012:370 | 0,32  | 09:17  |
| 8.  | FC Germania Friedrichsfeld (N) | 14  | 0  | 1 | 13 | 009:500 | 0,18  | 01:27  |

| (N) | Aufsteiger |

Kreisfinale Odenwald
|                                    | Gesamt |                                       | Hinspiel | Rückspiel |
| ---------------------------------- | ------ | ------------------------------------- | -------- | --------- |
| VfR Mannheim (Sieger Abteilung II) | 6:1    | MFC 08 Lindenhof (Sieger Abteilung I) | 5:0      | 1:1       |

### Kreisliga Pfalz
Abteilung I
| Pl. | Verein                        | Sp. | S  | U | N  | Tore    | Quote | Punkte |
| --- | ----------------------------- | --- | -- | - | -- | ------- | ----- | ------ |
| 1.  | FC Phönix Ludwigshafen (M)    | 14  | 10 | 3 | 1  | 060:110 | 5,45  | 23:50  |
| 2.  | FK Pirmasens                  | 14  | 9  | 3 | 2  | 039:900 | 4,33  | 21:70  |
| 3.  | FC Pfalz Ludwigshafen         | 14  | 7  | 5 | 2  | 034:140 | 2,43  | 19:90  |
| 4.  | VfR Kaiserslautern            | 14  | 9  | 1 | 4  | 033:160 | 2,06  | 19:90  |
| 5.  | FC Arminia Rheingönheim (N)   | 14  | 4  | 4 | 6  | 028:290 | 0,97  | 12:16  |
| 6.  | FV Speyer                     | 14  | 3  | 3 | 8  | 022:460 | 0,48  | 09:19  |
| 7.  | FC Viktoria Sankt-Ingbert (N) | 14  | 2  | 3 | 9  | 017:490 | 0,35  | 07:21  |
| 8.  | FV 1863 Pirmasens (N)         | 14  | 1  | 0 | 13 | 008:670 | 0,12  | 02:26  |

| (M) | Titelverteidiger Pfalz |
| (N) | Aufsteiger             |

Abteilung II
| Pl. | Verein                    | Sp. | S  | U | N | Tore    | Quote | Punkte |
| --- | ------------------------- | --- | -- | - | - | ------- | ----- | ------ |
| 1.  | Ludwigshafener FG 03      | 14  | 11 | 2 | 1 | 047:500 | 9,40  | 24:40  |
| 2.  | FV 1900 Kaiserslautern    | 14  | 6  | 4 | 4 | 020:180 | 1,11  | 16:12  |
| 3.  | FV Frankenthal            | 14  | 7  | 1 | 6 | 024:230 | 1,04  | 15:13  |
| 4.  | VB Zweibrücken (N)        | 14  | 6  | 2 | 6 | 013:270 | 0,48  | 14:14  |
| 5.  | SK 05 Pirmasens           | 14  | 5  | 3 | 6 | 015:160 | 0,94  | 13:15  |
| 6.  | Germania Ludwigshafen     | 14  | 5  | 3 | 6 | 023:240 | 0,96  | 13:15  |
| 7.  | MTV/VfR Pirmasens (N)     | 14  | 2  | 5 | 7 | 018:270 | 0,67  | 09:19  |
| 8.  | FC Union Ludwigshafen (N) | 14  | 3  | 2 | 9 | 018:380 | 0,47  | 08:20  |

| (N) | Aufsteiger |

Kreisfinale Pfalz
|                                          | Gesamt |                                            | Hinspiel | Rückspiel | 3. Spiel |
| ---------------------------------------- | ------ | ------------------------------------------ | -------- | --------- | -------- |
| Phönix Ludwigshafen (Sieger Abteilung I) | 6:6    | Ludwigshafener FG 03 (Sieger Abteilung II) | 1:0      | 2:4       | 3:2      |

### Bezirksfinale Rhein
Das Hinspiel des Bezirksfinales fand am 5. März 1922, das Rückspiel am 12. März 1922 statt.
|                                             | Gesamt |                                      | Hinspiel | Rückspiel |
| ------------------------------------------- | ------ | ------------------------------------ | -------- | --------- |
| FC Phönix Ludwigshafen (Kreismeister Pfalz) | 2:3    | VfR Mannheim (Kreismeister Odenwald) | 0:0      | 2:3       |

## Bezirk Rheinhessen/Saar

### Kreisliga Hessen
Abteilung I
| Pl. | Verein                 | Sp. | S | U | N  | Tore    | Quote | Punkte |
| --- | ---------------------- | --- | - | - | -- | ------- | ----- | ------ |
| 1.  | SV Wiesbaden           | 14  | 9 | 5 | 0  | 032:900 | 3,56  | 23:50  |
| 2.  | TSG 1847 Hoechst       | 14  | 9 | 1 | 4  | 028:150 | 1,87  | 19:90  |
| 3.  | FV Biebrich 02         | 14  | 7 | 4 | 3  | 034:150 | 2,27  | 18:10  |
| 4.  | Germania Wiesbaden     | 14  | 6 | 4 | 4  | 021:120 | 1,75  | 16:12  |
| 5.  | FC Alemannia Griesheim | 14  | 6 | 2 | 6  | 026:260 | 1,00  | 14:14  |
| 6.  | FC Unterliederbach (N) | 14  | 4 | 3 | 7  | 019:310 | 0,61  | 11:17  |
| 7.  | FV 08 Geisenheim (N)   | 14  | 2 | 2 | 10 | 016:300 | 0,53  | 06:22  |
| 8.  | SpVgg Griesheim 02 (N) | 14  | 2 | 1 | 11 | 007:450 | 0,16  | 05:23  |

| (N) | Aufsteiger |

Abteilung II
| Pl. | Verein               | Sp. | S | U | N  | Tore    | Quote | Punkte |
| --- | -------------------- | --- | - | - | -- | ------- | ----- | ------ |
| 1.  | Alemannia Worms      | 14  | 9 | 5 | 0  | 025:700 | 3,57  | 23:50  |
| 2.  | 1. FSV Mainz 05 (M)  | 14  | 9 | 3 | 2  | 038:700 | 5,43  | 21:70  |
| 3.  | FVgg. Kastel 06      | 14  | 9 | 2 | 3  | 030:240 | 1,25  | 20:80  |
| 4.  | FSV 07 Bad Kreuznach | 14  | 5 | 4 | 5  | 028:280 | 1,00  | 14:14  |
| 5.  | FVgg Mombach 03 (N)  | 14  | 5 | 4 | 5  | 023:330 | 0,70  | 14:14  |
| 6.  | FV Wormatia Worms e  | 14  | 3 | 3 | 8  | 022:300 | 0,73  | 09:19  |
| 7.  | FC 02 Bad Kreuznach  | 14  | 2 | 3 | 9  | 018:370 | 0,49  | 07:21  |
| 8.  | VfR Worms e (N)      | 14  | 1 | 2 | 11 | 013:310 | 0,42  | 04:24  |

| (M) | Titelverteidiger Hessen |
| (N) | Aufsteiger              |

Kreisfinale Hessen
|                                       | Gesamt |                                   | Hinspiel | Rückspiel | 3. Spiel |
| ------------------------------------- | ------ | --------------------------------- | -------- | --------- | -------- |
| Alemannia Worms (Sieger Abteilung II) | 4:6    | SV Wiesbaden (Sieger Abteilung I) | 2:0      | 1:4       | 1:2      |

### Kreisliga Saar
Abteilung I
| Pl. | Verein                   | Sp. | S  | U | N  | Tore    | Quote | Punkte |
| --- | ------------------------ | --- | -- | - | -- | ------- | ----- | ------ |
| 1.  | Borussia Neunkirchen (M) | 14  | 12 | 1 | 1  | 040:700 | 5,71  | 25:30  |
| 2.  | TV 1876 Burbach          | 14  | 8  | 3 | 3  | 029:120 | 2,42  | 19:90  |
| 3.  | 1. FC Idar (N)           | 14  | 6  | 3 | 5  | 018:280 | 0,64  | 15:13  |
| 4.  | SpVgg Oberstein 08       | 14  | 5  | 4 | 5  | 014:200 | 0,70  | 14:14  |
| 5.  | SV 1905 Saarbrücken (N)  | 14  | 6  | 1 | 7  | 021:190 | 1,11  | 13:15  |
| 6.  | SC Altenkessel (N)       | 14  | 5  | 2 | 7  | 011:210 | 0,52  | 12:16  |
| 7.  | SV 1905 Sulzbach         | 14  | 5  | 2 | 7  | 013:230 | 0,57  | 12:16  |
| 8.  | TuS 1862 Kirn (N)        | 14  | 1  | 0 | 13 | 005:210 | 0,24  | 02:26  |

| (M) | Titelverteidiger Saar |
| (N) | Aufsteiger            |

Abteilung II
| Pl. | Verein                    | Sp. | S  | U | N  | Tore    | Quote | Punkte |
| --- | ------------------------- | --- | -- | - | -- | ------- | ----- | ------ |
| 1.  | SC Saar 05 Saarbrücken    | 14  | 11 | 1 | 2  | 054:160 | 3,38  | 23:50  |
| 2.  | SV 1905 Trier             | 14  | 11 | 0 | 3  | 052:220 | 2,36  | 22:60  |
| 3.  | SV Völklingen 06          | 14  | 7  | 4 | 3  | 046:250 | 1,84  | 18:10  |
| 4.  | FV Saarbrücken            | 14  | 6  | 5 | 3  | 034:200 | 1,70  | 17:11  |
| 5.  | SV Eintracht Trier 06 (N) | 14  | 4  | 4 | 6  | 031:370 | 0,84  | 12:16  |
| 6.  | SpVgg Elversberg (N)      | 14  | 3  | 3 | 8  | 020:350 | 0,57  | 09:19  |
| 7.  | FC Merzig (N)             | 14  | 1  | 5 | 8  | 010:440 | 0,23  | 07:21  |
| 8.  | SV Hansa Dudweiler (N)    | 14  | 1  | 2 | 11 | 011:590 | 0,19  | 04:24  |

| (N) | Aufsteiger |

Kreisfinale Saar
|                                           | Gesamt |                                              | Hinspiel | Rückspiel |
| ----------------------------------------- | ------ | -------------------------------------------- | -------- | --------- |
| Borussia Neunkirchen (Sieger Abteilung I) | 2:1    | SC Saar 05 Saarbrücken (Sieger Abteilung II) | 2:1      | 0:0       |

### Bezirksfinale Rheinhessen/Saar
Das Hinspiel des Bezirksfinales fand am 26. Februar 1922, das Rückspiel 5. März 1922 statt.
|                                    | Gesamt |                                          | Hinspiel | Rückspiel |
| ---------------------------------- | ------ | ---------------------------------------- | -------- | --------- |
| SV Wiesbaden (Kreismeister Hessen) | 1:6    | Borussia Neunkirchen (Kreismeister Saar) | 0:3      | 1:3       |

## Bezirk Württemberg/Baden

### Kreisliga Württemberg
Abteilung I
| Pl. | Verein                             | Sp. | S | U | N | Tore    | Quote | Punkte |
| --- | ---------------------------------- | --- | - | - | - | ------- | ----- | ------ |
| 1.  | Stuttgarter Turn- und Sportfreunde | 14  | 7 | 6 | 1 | 026:700 | 3,71  | 20:80  |
| 2.  | VfR Heilbronn                      | 14  | 7 | 4 | 3 | 027:120 | 2,25  | 18:10  |
| 3.  | SV Eintracht Stuttgart (N)         | 14  | 8 | 2 | 4 | 026:140 | 1,86  | 18:10  |
| 4.  | Stuttgarter SC                     | 14  | 7 | 3 | 4 | 019:170 | 1,12  | 17:11  |
| 5.  | 1. FC Normannia Gmünd (N)          | 14  | 6 | 3 | 5 | 018:180 | 1,00  | 15:13  |
| 6.  | SpVgg Cannstatt                    | 14  | 5 | 1 | 8 | 016:330 | 0,48  | 11:17  |
| 7.  | VfL Stuttgart (N)                  | 14  | 2 | 3 | 9 | 011:290 | 0,38  | 07:21  |
| 8.  | Union Böckingen                    | 14  | 1 | 4 | 9 | 015:280 | 0,54  | 06:22  |

| (N) | Aufsteiger |

Abteilung II
| Pl. | Verein                  | Sp. | S  | U | N  | Tore    | Quote | Punkte |
| --- | ----------------------- | --- | -- | - | -- | ------- | ----- | ------ |
| 1.  | Stuttgarter Kickers (M) | 14  | 12 | 1 | 1  | 049:800 | 6,13  | 25:30  |
| 2.  | VfB Stuttgart           | 14  | 9  | 4 | 1  | 029:130 | 2,23  | 22:60  |
| 3.  | FV Ulm 1894             | 14  | 8  | 2 | 4  | 032:210 | 1,52  | 18:10  |
| 4.  | SV 1898 Feuerbach       | 14  | 7  | 3 | 4  | 030:240 | 1,25  | 17:11  |
| 5.  | TB 1846 Ulm (N)         | 14  | 5  | 0 | 9  | 027:350 | 0,77  | 10:18  |
| 6.  | SV 03 Tübingen (N)      | 14  | 4  | 2 | 8  | 016:340 | 0,47  | 10:18  |
| 7.  | FC Pfeil Gaisburg (N)   | 14  | 3  | 0 | 11 | 013:350 | 0,37  | 06:22  |
| 8.  | FV Zuffenhausen         | 14  | 1  | 2 | 11 | 011:370 | 0,30  | 04:24  |

| (M) | Titelverteidiger Württemberg |
| (N) | Aufsteiger                   |

Kreisfinale Württemberg
|                                                         | Gesamt |                                           | Hinspiel | Rückspiel |
| ------------------------------------------------------- | ------ | ----------------------------------------- | -------- | --------- |
| Stuttgarter Turn- und Sportfreunde (Sieger Abteilung I) | 4:2    | Stuttgarter Kickers (Sieger Abteilung II) | 1:0      | 3:2       |

### Kreisliga Südwest
Abteilung I
| Pl. | Verein                  | Sp. | S | U | N  | Tore    | Quote | Punkte |
| --- | ----------------------- | --- | - | - | -- | ------- | ----- | ------ |
| 1.  | Karlsruher FV           | 14  | 9 | 2 | 3  | 036:120 | 3,00  | 20:80  |
| 2.  | 1. FC Pforzheim (M)     | 14  | 8 | 4 | 2  | 041:130 | 3,15  | 20:80  |
| 3.  | VfB Karlsruhe           | 14  | 8 | 2 | 4  | 025:200 | 1,25  | 18:10  |
| 4.  | SC Freiburg             | 14  | 8 | 1 | 5  | 033:180 | 1,83  | 17:11  |
| 5.  | FC Germania Durlach (N) | 14  | 5 | 3 | 6  | 022:340 | 0,65  | 13:15  |
| 6.  | VfR Pforzheim           | 14  | 4 | 1 | 9  | 017:310 | 0,55  | 09:19  |
| 7.  | FV Beiertheim           | 14  | 3 | 3 | 8  | 017:360 | 0,47  | 09:19  |
| 8.  | SC 1905 Pforzheim (N)   | 14  | 3 | 0 | 11 | 020:470 | 0,43  | 06:22  |

| (M) | Titelverteidiger Südwest |
| (N) | Aufsteiger               |

Abteilung II
| Pl. | Verein                     | Sp. | S  | U | N  | Tore    | Quote | Punkte |
| --- | -------------------------- | --- | -- | - | -- | ------- | ----- | ------ |
| 1.  | Karlsruher FC Phönix       | 14  | 10 | 4 | 0  | 045:150 | 3,00  | 24:40  |
| 2.  | Freiburger FC              | 14  | 9  | 3 | 2  | 049:140 | 3,50  | 21:70  |
| 3.  | Germania Brötzingen        | 14  | 9  | 0 | 5  | 027:210 | 1,29  | 18:10  |
| 4.  | FC Mühlburg                | 14  | 6  | 3 | 5  | 024:240 | 1,00  | 15:13  |
| 5.  | 1. FC 08 Birkenfeld (N)    | 14  | 4  | 5 | 5  | 012:230 | 0,52  | 13:15  |
| 6.  | FC Frankonia Karlsruhe (N) | 14  | 4  | 3 | 7  | 028:450 | 0,62  | 11:17  |
| 7.  | Offenburger FV (N)         | 14  | 2  | 2 | 10 | 014:330 | 0,42  | 06:22  |
| 8.  | FV Lörrach (N)             | 14  | 2  | 0 | 12 | 021:450 | 0,47  | 04:24  |

| (N) | Aufsteiger |

Kreisfinale Südwest
|                                           | Gesamt |                                    | Hinspiel | Rückspiel |
| ----------------------------------------- | ------ | ---------------------------------- | -------- | --------- |
| FC Phönix Karlsruhe (Sieger Abteilung II) | 4:5    | Karlsruher FV (Sieger Abteilung I) | 2:2      | 2:3       |

### Bezirksfinale Württemberg/Baden
Das Hinspiel des Bezirksfinales fand am 12. März 1922, das Rückspiel am 19. März 1922 statt.
|                                                               | Gesamt |                                      | Hinspiel | Rückspiel |
| ------------------------------------------------------------- | ------ | ------------------------------------ | -------- | --------- |
| Stuttgarter Turn- und Sportfreunde (Kreismeister Württemberg) | 2:1    | Karlsruher FV (Kreismeister Südwest) | 1:0      | 1:1       |

## Bezirk Bayern

### Kreisliga Nordbayern
Abteilung I
| Pl. | Verein                   | Sp. | S  | U | N  | Tore    | Quote | Punkte |
| --- | ------------------------ | --- | -- | - | -- | ------- | ----- | ------ |
| 1.  | 1. FC Nürnberg (SM)(M)   | 14  | 12 | 2 | 0  | 081:800 | 10,13 | 26:20  |
| 2.  | FV 1920 Nürnberg         | 14  | 8  | 3 | 3  | 026:100 | 2,60  | 19:90  |
| 3.  | MTV Fürth                | 14  | 6  | 4 | 4  | 028:220 | 1,27  | 16:12  |
| 4.  | 1. FC 01 Bamberg         | 14  | 6  | 3 | 5  | 018:240 | 0,75  | 15:13  |
| 5.  | TB Weiden (N)            | 14  | 4  | 3 | 7  | 019:290 | 0,66  | 11:17  |
| 6.  | FC Pfeil-Sandow Nürnberg | 14  | 5  | 1 | 8  | 029:390 | 0,74  | 11:17  |
| 7.  | SpVgg Hof (N)            | 14  | 4  | 1 | 9  | 016:550 | 0,29  | 09:19  |
| 8.  | FV Franken Fürth f (N)   | 14  | 2  | 1 | 11 | 012:420 | 0,29  | 05:23  |

| (SM) | süddeutscher Titelverteidiger |
| (M)  | Titelverteidiger Nordbayern   |
| (N)  | Aufsteiger                    |

Abteilung II
| Pl. | Verein                | Sp. | S  | U | N  | Tore    | Quote | Punkte |
| --- | --------------------- | --- | -- | - | -- | ------- | ----- | ------ |
| 1.  | SpVgg Fürth           | 14  | 13 | 0 | 1  | 058:700 | 8,29  | 26:20  |
| 2.  | Würzburger Kickers    | 14  | 9  | 1 | 4  | 067:320 | 2,09  | 19:90  |
| 3.  | TV 1860 Fürth         | 14  | 9  | 0 | 5  | 036:320 | 1,13  | 18:10  |
| 4.  | TV 1846 Nürnberg      | 14  | 7  | 2 | 5  | 039:230 | 1,70  | 16:12  |
| 5.  | FV 04 Würzburg (N)    | 14  | 5  | 2 | 7  | 025:410 | 0,61  | 12:16  |
| 6.  | TV Schweinau (N)      | 14  | 3  | 3 | 8  | 027:510 | 0,53  | 09:19  |
| 7.  | SpVgg Erlangen (N)    | 14  | 2  | 2 | 10 | 017:410 | 0,41  | 06:22  |
| 8.  | FVgg Bayern Kitzingen | 14  | 2  | 2 | 10 | 017:590 | 0,29  | 06:22  |

| (N) | Aufsteiger |

Kreisfinale Nordbayern
|                                   | Gesamt |                                     | Hinspiel | Rückspiel |
| --------------------------------- | ------ | ----------------------------------- | -------- | --------- |
| SpVgg Fürth (Sieger Abteilung II) | 5:4    | 1. FC Nürnberg (Sieger Abteilung I) | 3:2      | 2:1       |

### Kreisliga Südbayern
Abteilung I
| Pl. | Verein                 | Sp. | S  | U | N  | Tore    | Quote | Punkte |
| --- | ---------------------- | --- | -- | - | -- | ------- | ----- | ------ |
| 1.  | SV 1860 München        | 14  | 13 | 0 | 1  | 054:400 | 13,50 | 26:20  |
| 2.  | FA Bayern München      | 14  | 13 | 0 | 1  | 066:400 | 16,50 | 26:20  |
| 3.  | TB Jahn Regensburg (N) | 14  | 7  | 1 | 6  | 032:260 | 1,23  | 15:13  |
| 4.  | MTV Ingolstadt         | 14  | 7  | 1 | 6  | 022:230 | 0,96  | 15:13  |
| 5.  | FC Teutonia München    | 14  | 7  | 0 | 7  | 033:290 | 1,14  | 14:14  |
| 6.  | SpVgg Landshut (N)     | 14  | 4  | 1 | 9  | 035:590 | 0,59  | 09:19  |
| 7.  | SC Armin München       | 14  | 3  | 1 | 10 | 019:530 | 0,36  | 07:21  |
| 8.  | TV Dachau (N)          | 14  | 0  | 0 | 14 | 006:690 | 0,09  | 0:28   |

| (N) | Aufsteiger |

Entscheidungsspiel Platz 1:
| Datum           |                 | Ergebnis |                   |
| --------------- | --------------- | -------- | ----------------- |
| 21. Januar 1922 | SV 1860 München | 1:0      | FA Bayern München |

Abteilung II
| Pl. | Verein                   | Sp. | S  | U | N  | Tore    | Quote | Punkte |
| --- | ------------------------ | --- | -- | - | -- | ------- | ----- | ------ |
| 1.  | FC Wacker München (M)    | 14  | 13 | 0 | 1  | 086:110 | 7,82  | 26:20  |
| 2.  | TV 1847 Augsburg         | 14  | 11 | 1 | 2  | 053:170 | 3,12  | 23:50  |
| 3.  | MTV München von 1879     | 14  | 10 | 1 | 3  | 040:210 | 1,90  | 21:70  |
| 4.  | Münchener SpVgg          | 14  | 6  | 1 | 7  | 033:390 | 0,85  | 13:15  |
| 5.  | TG Viktoria Augsburg (N) | 14  | 4  | 2 | 8  | 016:400 | 0,40  | 10:18  |
| 6.  | TV 1893 Neuhausen (N)    | 14  | 4  | 0 | 10 | 018:500 | 0,36  | 08:20  |
| 7.  | BC Augsburg              | 14  | 2  | 2 | 10 | 018:510 | 0,35  | 06:22  |
| 8.  | FV Memmingen (N)         | 14  | 2  | 1 | 11 | 014:490 | 0,29  | 05:23  |

| (M) | Titelverteidiger Südbayern |
| (N) | Aufsteiger                 |

Kreisfinale Südbayern
|                                         | Gesamt |                                      | Hinspiel | Rückspiel |
| --------------------------------------- | ------ | ------------------------------------ | -------- | --------- |
| FC Wacker München (Sieger Abteilung II) | 8:3    | SV 1860 München (Sieger Abteilung I) | 3:1      | 5:2       |

### Bezirksfinale Bayern
Das Hinspiel des Bezirksfinales fand am 12. März 1922, das Rückspiel am 19. März 1922 statt. Da beide Vereine jeweils ein Spiel gewannen und eine Addition der Ergebnisse nicht vorgesehen war, kam es am 26. März 1922 zu einem Entscheidungsspiel.
|                                            | Gesamt |                                       | Hinspiel | Rückspiel | 3. Spiel |
| ------------------------------------------ | ------ | ------------------------------------- | -------- | --------- | -------- |
| FC Wacker München (Kreismeister Südbayern) | 4:3    | SpVgg Fürth (Kreismeister Nordbayern) | 3:2      | 0:1       | 1:0      |

## Endrunde um die süddeutsche Meisterschaft
In der Endrunde traten die fünf Sieger der Bezirks-Endspiele im K.-o.-System um den süddeutschen Meistertitel an, wobei Rhein- und Main-Bezirksmeister zunächst den vierten Halbfinalisten ausspielten. Letztlich behielten die „Blausterne“ vom FC Wacker München um den ungarischen Nationalspieler Alfréd Schaffer die Oberhand und zogen in die Endrunde um die deutsche Meisterschaft ein.
Qualifikationsrunde:
| Datum         |                                    | Ergebnis |                                            |
| ------------- | ---------------------------------- | -------- | ------------------------------------------ |
| 9. April 1922 | VfR Mannheim (Sieger Bezirk Rhein) | 2:0      | FC Germania Frankfurt (Sieger Bezirk Main) |

Halbfinale:
| Datum          |                                                       | Ergebnis |                                                                      |
| -------------- | ----------------------------------------------------- | -------- | -------------------------------------------------------------------- |
| 30. April 1922 | Borussia Neunkirchen (Sieger Bezirk Rheinhessen/Saar) | 1:0      | Stuttgarter Turn- und Sportfreunde (Sieger Bezirk Württemberg/Baden) |
| 7. Mai 1922    | FC Wacker München (Sieger Bezirk Bayern)              | 4:1      | VfR Mannheim (Sieger Quali-Runde Main/Rhein)                         |

Finale:
| Datum        |                   | Ergebnis  | !Ort                                       |
| ------------ | ----------------- | --------- | ------------------------------------------ |
| 14. Mai 1922 | FC Wacker München | 2:1 n. V. | Borussia Neunkirchen \|\|Frankfurt am Main |